# Николаевка (Оргеевский район)
Николаевка (рум. Neculăieuca) — село в Оргеевском районе Молдавии. Относится к сёлам, не образующим коммуну. 

## География
Село расположено на высоте 115 метров над уровнем моря.

## Население
По данным переписи населения 2004 года, в селе Николаевка проживает 1223 человека (618 мужчин, 605 женщин).
Этнический состав села:
| Национальность | Число жителей | Процентный состав |
| -------------- | ------------- | ----------------- |
| молдаване      | 1202          | 98.28             |
| румыны         | 13            | 1.06              |
| русские        | 3             | 0.25              |
| украинцы       | 1             | 0.08              |
| гагаузы        | 1             | 0.08              |
| прочие         | 3             | 0.25              |
| Всего          | 1223          | 100%              |

## Религия
В селе расположен Хировский Симеоновский женский монастырь.